# Víbora-cornuda
A víbora-cornuda (Vipera latastei) é uma espécie de víbora venenosa endémica da Península Ibérica e do noroeste da África. São actualmente reconhecidas duas sub-espécies incluindo a sub-espécie nominal aqui descrita.

## Etimologia
O epíteto específico, latastei, honra um colega francês de Boscà', o herpetólogo Fernand Lataste, quem um ano mais tarde lhe retribuíria a honra dando o nome de Boscà a uma sua descoberta, o tritão-ibérico (Lissotriton boscai ).

## Descrição
V. latastei atinge um comprimento total (corpo + cauda) máximo de aproximadamente 72 cm, mas é, em regra, menor. snub-nosed adder. A sua cor é cinzento-azulado, cabeça triangular, e um "corno" na ponta do nariz, possuindo no dorso uma mancha mais escura, em zig-zag, ao longo de todo o corpo. A ponta da cauda é amarela.

## Comportamento
Pode ser observada tanto de dia como de noite, mas de um modo geral esconde-se debaixo de pedras. A ponta da cauda amarela é possivelmente usada para atrair as presas. É um animal difícil de encontrar, a não ser por mero acaso, pelo que, quando isso acontece, o registo visual é muito próximo, o que torna a situação pouco agradável.

## Distribuição geográfica
Pode ser encontrada na Península Ibérica (Portugal e Espanha) no noroeste da África (a zona mediterrânica de Marrocos, Argélia e Tunísia).
A localidade-tipo indicada é "Ciudad Real", emendada para "Valencia, Spanien" (Valência, Espanha) por Mertens e L. Müller (1928).

## Habitat
Esta espécie é encontrada geralmente em áreas rochosas húmidas, em matagais e bosques secos, sebes e por vezes em dunas costeiras.

## Reprodução
As fêmeas dão à luz de 2 a 13 crias, em média, uma vez cada três anos.

## Estado de conservação
Esta espécie foi classificada como Quase Ameaçada (NT) segundo a Lista Vermelha de Espécies Ameaçadas da IUCN (v3.1, 2001), desde 2008 é classificada como Vulnerável (VU). É assim considerada porque provavelmente encontra-se em declínio significativo (mas provavelmente a uma taxa menor que 30% em 10 anos) devido a perda generalizada de habitat e perseguição em grande parte da região que habita, o que torna esta espécie muito próxima de qualificar como Vulnerável. Espera-se que a população continue a diminuir, mas esta diminuição não deverá exceder os 30% nos próximos 10 anos, mas são possíveis extinções locais em partes da sua zona de distribuição (p.e., Tunísia). Ano de avaliação: 2005.
Encontra-se também incluída na lista de espécies estritamente protegidas (Apêndice II) da Convenção de Berna.

## Sub-espécies
| Sub-espécie    | Autor              | Distribuição                                           |
| -------------- | ------------------ | ------------------------------------------------------ |
| V. l. gaditana | Saint-Girons, 1977 | Sul de Espanha e Portugal, Marrocos, Argélia, Tunísia. |
| V. l. latastei | Boscá, 1878        | Maior parte da Península Ibérica.                      |

## Em Portugal
Esta espécie, que em Portugal pode ser encontrada em várias zonas, habita de preferência nas serranias. Consta da área do Parque Natural de Montesinho, Serra de Montemuro e Serra da Estrela, Serra do Espinhal (Penela), com lugar de destaque entre os répteis que aqui se podem encontrar. No Nordeste Trasmontano está presente também na toponímia, com a aldeia de Campo de Víboras.

## Veneno
O seu veneno é proteolítico, podendo ser perigoso, sobretudo para crianças e idosos.